# The League of Extraordinary Gentlemen
The League of Extraordinary Gentlemen är en amerikansk tecknad serie skapad av Alan Moore och Kevin O'Neill

## Handling och figurer
De första två sviterna av serien utspelar sig i det viktorianska England, där allvarliga hot mot rikets säkerhet får regeringen att samla ihop en hjältemodig grupp extraordinära individer:
- Mina Murray från Bram Stokers Dracula
- Allan Quatermain från H. Rider Haggards Kung Salomos skatt
- Mister Hyde från Robert Louis Stevensons Doktor Jekyll och Mister Hyde
- Kapten Nemo från Jules Vernes En världsomsegling under havet
- Osynlige Mannen, Hawley Griffin, från H.G. Wells Den osynlige mannen

Den första delen av serien börjar med att Mina tillsammans med Kapten Nemo reser runt i världen för att samla ihop de andra medlemmarna. Quatermain hittar de i en nedgången opiumhåla i Kairo, mister Hyde är i Paris och Griffin gömmer sig på en privatskola i London.
I den första miniserien är hotet några av de värsta skurkarna från den viktorianska litteraturen. I den andra är fienden marsianerna från H.G. Wells' Världarnas Krig.